# Eupithecia alexandriana
Eupithecia alexandriana là một loài bướm đêm trong họ Geometridae.